# Dogs Part Two
Pistes de Tommy
We're Not Gonna Take It (alternate version) It's a Boy (Pete's demo version)
Dogs Part Two est une chanson instrumentale du groupe britannique The Who, écrite par Keith Moon et parue en face B du single Pinball Wizard de 1969.
L'enregistrement de Dogs Part Two a eu lieu le 12 février 1969 au Studio A d'IBC, à Londres.
Avant la compilation Who's Missing de 1987, la chanson n'était jamais parue sur un album. Elle est présente dans l'édition Deluxe parue en 2003 de Tommy.
Le single anglais crédite Dogs Part Two au trio « Moon/Towser/Jason ». Si Moon désigne Keith Moon, l'auteur de la chanson et batteur des Who, Towser est en fait le chien du guitariste Pete Townshend, et Jason le chien du bassiste John Entwistle.

## Sources et liens externes
- Notes sur Tommy